# Ахметов, Хуат Дюсенович
Хуат Дюсенович Ахметов (13 ноября 1956 года, СССР) — российский киноактёр, кинорежиссёр и сценарист.

## Биография
В 1993 году окончил отделение кинорежиссёров-постановщиков художественных фильмов Высших курсов сценаристов и режиссёров Комитета по кинематографии России, мастер курса — Геннадий Полока.
Работал клипмейкером.
Член Союза кинематографистов России. Член Гильдии кинорежиссёров России.

## Награды
- 2002 — диплом «За художественное решение» телевизионного фестиваля «Всполохи-2002» (Архангельск);
- Приз «Бронзовый Пегас» VIII ежегодного фестиваля фильмов о Москве (Москва)
- 2006 — Международный Фестиваль Мусульманского Кино (фильм «Степной экспресс»);
- Приз зрительских симпатий 12-го МКФ Festival International des Cinemas d’Asie в Везуле (Франция);
- Приз «Золотой минбар» за лучший сценарий игрового кино;
- Спецприз и диплом Федерации киноклубов России (фильм «Человек-Ветер»);
- Приз за лучшую режиссёрскую работу IV Международный кинофестиваль стран СНГ, Латвии, Литвы и Эстонии «Новое кино. XXI век.» (фильм «Человек-Ветер»);
- XV Фестиваль российского кино «Окно в Европу» (фильм «Человек-Ветер»);
- Приз имени Саввы Кулиша «За творческий поиск».
- 2007 — спецприз жюри 31-го Монреальского международного кинофестиваля (фильм «Человек-Ветер»);
- 2010 — спецприз XII DetectiveFEST (фильм «Кто вы, Господин Ка?»);

## Фильмография

### Актёр
- 1999 — Небо в алмазах — мафиози

### Режиссёр
- 2002 — Обнажённая натура
- 2003 — Пассажир без багажа
- 2006 — Человек-ветер
- 2007 — Застава (нет в титрах)[1]
- 2007 — Ловушка
- 2009 — Волчий след
- 2010 — Гаишники (серии «Брат за брата», «Последняя песня», «От судьбы не уйти»)
- 2017 — Аруах (В тени ветвей над косогором)

### Сценарист
- 1996 — Кафе «Клубничка»
- 2001 — Обнажённая натура
- 2005 — Степной экспресс
- 2006 — Человек-ветер
- 2009 — Волчий след
- 2017 — Аруах (В тени ветвей над косогором) (совм. с О. Агишевым)[2]

## Личная жизнь
- Жена — актриса Гульнара Абдулаевна Дусматова[3]. Есть дочь Александра[4]